# Woonsocket, South Dakota
Woonsocket är administrativ huvudort i Sanborn County i South Dakota. Enligt 2020 års folkräkning hade Woonsocket 631 invånare.